# I Hate Myself and Want to Die
I Hate Myself and Want to Die est une chanson du groupe de grunge américain Nirvana, écrite par Kurt Cobain et enregistrée en février 1993.

## Histoire
I Hate Myself and Want to Die devait être un titre, choisi par Kurt Cobain, éponyme à leur troisième album studio. Cobain confiera plus tard au magazine Rolling Stone que le nom originel de l'album n'était « rien de plus qu'une blague. On savait que les gens ne comprendraient pas et prendraient ça trop au sérieux. C'était satirique, on se moquait de nous-même. », et l'album fut finalement nommé In Utero.
I Hate Myself and Want to Die ne figure finalement pas sur leur troisième album, mais Geffen Records, le label de Cobain, inclut la chanson sur la compilation musicale dérivée de la série d'animation Beavis et Butt-Head, The Beavis and Butt-head Experience.
La chanson fut réinterprêtée par nombre de personnes comme un texte prémonitoire au suicide de Kurt Cobain en avril 1994.

## Reprises
En 2013, le groupe de sludge metal américain Thou fait une reprise de ce titre qui apparait dans son EP The Sacrifice.